# Kap Kjellman
Kap Kjellman ist ein Kap im Westen des Grahamland auf der Antarktischen Halbinsel. Als westlicher Ausläufer der Beliza-Halbinsel bildet es als Grenzmarke zwischen der Trinity-Halbinsel im Norden und der Davis-Küste im Süden die Ostseite der Einfahrt von der Bransfieldstraße in die Charcot-Bucht.
Kartiert wurde das Kap bei der Schwedischen Antarktisexpedition (1901–1903) unter der Leitung Otto Nordenskjölds. Benannt ist es nach dem schwedischen Botaniker Frans Reinhold Kjellman (1846–1907).